# Esad Mekuli
Esad Mekuli, albanski veterinar, pesnik, prevajalec, predavatelj in akademik, * 17. december 1916, † 6. avgust 1993.
Mekuli je deloval kot redni profesor Univerze v Prištini in bil dopisni član Slovenske akademije znanosti in umetnosti (od 29. marca 1979).